# Bort-les-Orgues
Bort-les-Orgues is een gemeente in het Franse departement Corrèze (regio Nouvelle-Aquitaine). De plaats maakt deel uit van het arrondissement Ussel. In de gemeente ligt spoorwegstation Bort-les-Orgues. Bort-les-Orgues telde op 1 januari 2022 2.487 inwoners.

## Geografie
De oppervlakte van Bort-les-Orgues bedroeg op 1 januari 2022 15,07 vierkante kilometer; de bevolkingsdichtheid was toen 165 inwoners per km².
De onderstaande kaart toont de ligging van Bort-les-Orgues met de belangrijkste infrastructuur en aangrenzende gemeenten.

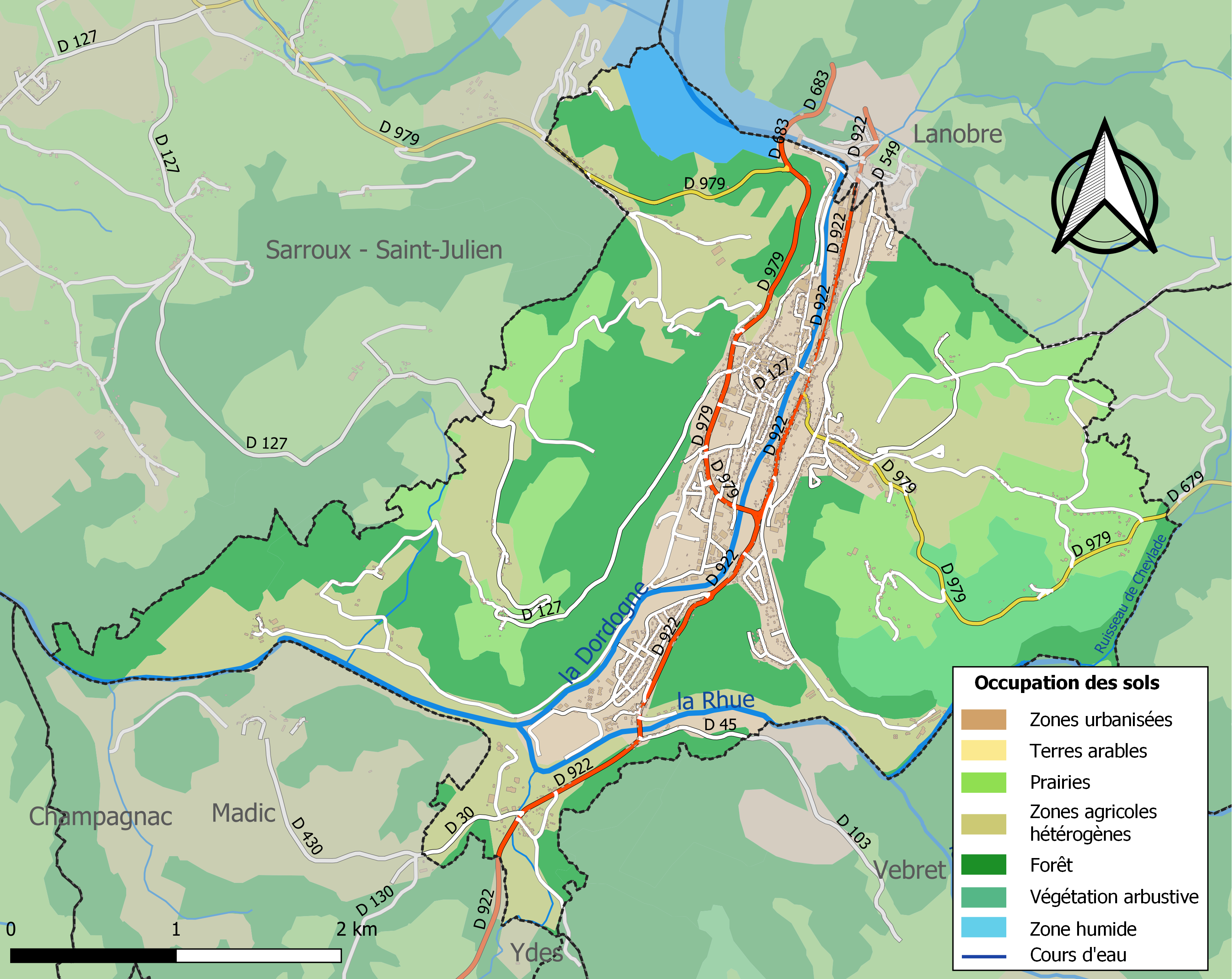

## Demografie
Onderstaande figuur toont het verloop van het inwonertal (bron: INSEE-tellingen).

## Geboren in Bort-les-Orgues
- Jean-François Marmontel (1723-1799), schrijver en filosoof
- Pierre Tornade (1930-2012), acteur